# 南伊珞巴民族乡
南伊珞巴民族乡，是中华人民共和国西藏自治区林芝市米林市下辖的一个乡镇级行政单位。

## 行政区划
南伊珞巴民族乡下辖以下地区：
南伊村、才召村和琼林村。